# Маринович (значення)
Марино́вич — слов'янське прізвище.

## Відомі носії
- Маринович Микола (21 грудня 1861, с. Ішків, нині Козівський район, Тернопільська область — 1944, с. Оселя, Яворівський район, Львівська область) — український військовий діяч, начальник Генерального штабу Української Галицької Армії.
- Маринович Мирослав Франкович (4 січня 1949, село Комаровичі Старосамбірського району Дрогобицької, а нині Львівської області) — український правозахисник.
- Стефан Маринович (нар. 1991) — новозеландський футболіст.
- Ярослав Маринович — засновник і сучасний співвласник видавничої групи "КМ-Букс" (у минулому Країна мрій, а також деякі книги видавались під брендом "KM Publishing").